# Florin Costea
Pour les articles homonymes, voir Costea.
Florin Constantin Costea (né le 16 mai 1985 à Râmnicu Vâlcea) est un joueur de football international roumain.
Son frère, Mihai Costea, est également footballeur professionnel.

## Biographie

### Club
Il commence sa carrière senior dans l'équipe locale de deuxième division du CSM Râmnicu Vâlcea, avant d'être transféré dans une des équipes les plus populaires de Roumanie, l'Universitatea Craiova.
Après la promotion de sa nouvelle équipe, il se révèle être un joueur clé de l'effectif et l'un des meilleurs attaquants de Liga I.
Il effectue sa meilleure saison en 2008/09, lorsqu'il termine meilleur buteur du championnat roumain, ex æquo avec Gigel Bucur après avoir inscrit 17 buts.

### Sélection
Depuis 2008, il compte six sélections en équipe nationale roumaine. Il joue son premier match en remplacement de la star roumaine Adrian Mutu, blessée à cette époque.